# Усадьба Сукачёва (Иркутск)
Усадьба Сукачëва — усадьба, принадлежащая общественном деятелю, городскому голове Иркутска и меценату Владимиру Платоновичу Сукачёву в XIX—XX вв. в городе Иркутске на пересечении улиц Ланинской и Иерусалимской. 

## Краткая история
В середине XIX века Иркутск был небольшим городом, и усадьба находилась за его чертой. 
Участки, которые покупали Сукачёвы принадлежали разным людям. 
Первый документ, говорящий о продаже участка в том месте Павлу Кокуеву относится к 1852 году. После его смерти дочь Надежда начала продавать землю по частям в 1881 году. В этом году эти территории и купили Сукачёвы.
Активное строительство шло 2 года и основные сооружения были готовы в 1883 году. Всего было построено 17 зданий.
В 1910-х хозяева покинули усадьбу. Сначала она контролировалась доверительным лицами, но после революционных действий была национализирована и передана в отдел народного образования. В 1920-30-х годах XX века в усадьбе работала школа-коммуна «Новая жизнь». С 1950-годов здесь появился детский сад. 
За многими постройками не следили, их разбирали на дрова по мере состояния.
При строительстве памятника танка Т-34-85 «Иркутский комсомолец» снесли боярский дом.
В 1986 году усадьба стала музеем. Начались реставрационные работы, которые были приостановлены из-за нехватки финансов.
В 1995 году указом президента РФ Бориса Ельцина усадьба стала объектом культурного наследия федерального значения. Возобновились реставрационные работы. В 2000 году был отремонтирован один объект.

## Текущие планы
Ныне планируется восстановить каретную, школу для девочек и сам дом, где жили Сукачёвы. Первые два сооружения восстановить можно, а с домом Сукачёвых возникают трудности. Дело в том, что неизвестно где этот дом находился. Карты того времени не дают всей информации, фотографии не сохранились. 
Ряд историков склоняется к тому, что он был, где сейчас стоит памятник «Иркутский комсомолец», поэтому восстановление может быть невозможным.